# Альфа (Нью-Джерсі)
Альфа (англ. Alpha) — місто (англ. borough) в США, в окрузі Воррен штату Нью-Джерсі. Населення — 2328 осіб (2020).

## Географія
Альфа розташована за координатами 40°39′34″ пн. ш. 75°9′25″ зх. д. / 40.65944° пн. ш. 75.15694° зх. д. (40.659447, -75.157052).  За даними Бюро перепису населення США в 2010 році місто мало площу 4,40 км², з яких 4,33 км² — суходіл та 0,07 км² — водойми.

## Демографія
Згідно з переписом 2010 року, у селищі мешкало 2369 осіб у 964 домогосподарствах у складі 632 родин. Було 1032 помешкання
Расовий склад населення:
| - 93,1 % — білих - 2,4 % — чорних або афроамериканців - 1,5 % — азіатів - 1,2 % — осіб інших рас |

До двох чи більше рас належало 1,8 %. Частка іспаномовних становила 5,3 % від усіх жителів.
За віковим діапазоном населення розподілялося таким чином: 22,7 % — особи молодші 18 років, 61,7 % — особи у віці 18—64 років, 15,6 % — особи у віці 65 років та старші. Медіана віку мешканця становила 40,6 року. На 100 осіб жіночої статі у селищі припадало 92,4 чоловіків;  на 100 жінок у віці від 18 років та старших — 89,7 чоловіків також старших 18 років.
Середній дохід на одне домашнє господарство  становив 73 704 долари США (медіана — 58 804), а середній дохід на одну сім'ю — 83 505 доларів (медіана — 70 298). Медіана доходів становила 54 201 долар для чоловіків та 45 299 доларів для жінок. За межею бідності перебувало 9,6 % осіб, у тому числі 13,5 % дітей у віці до 18 років та 6,4 % осіб у віці 65 років та старших.
Цивільне працевлаштоване населення становило 1121 осіб. Основні галузі зайнятості: освіта, охорона здоров'я та соціальна допомога — 20,5 %, роздрібна торгівля — 20,2 %, науковці, спеціалісти, менеджери — 11,7 %, будівництво — 9,0 %.